# Sclayn
 (mai 2018).
Sclayn [sklaɛ̃] (en wallon Scleyin) est une localité en bord de Meuse (rive droite) entre Namur et Andenne dont elle fait administrativement partie, en province de Namur (Région wallonne de Belgique). C'était une commune à part entière avant la fusion des communes de 1977.

## Évolution démographique
- Source: DGS, 1831 à 1970=recensements population, 1976= habitants au 31 décembre
- 1910: Scission de Bonneville

## Histoire
Les seuls vestiges de l’Homme de Néandertal découverts en Belgique au cours du XXe siècle ont été mis au jour sur le site de Scladina en juillet 1993, sur les hauteurs du Fond des Vaux. Ces restes, appartenant à un enfant âgé de 10 à 12 ans, attestent que la grotte était occupée il y a environ 127 000 ans. Les fouilles ont débuté en 1978 sous la direction du Service d'Archéologie Préhistorique de l'Université de Liège, en collaboration avec le Cercle d'Archéologie de Sclayn (CAS). Ce site est désormais une référence majeure pour l’étude du Paléolithique moyen en Europe.

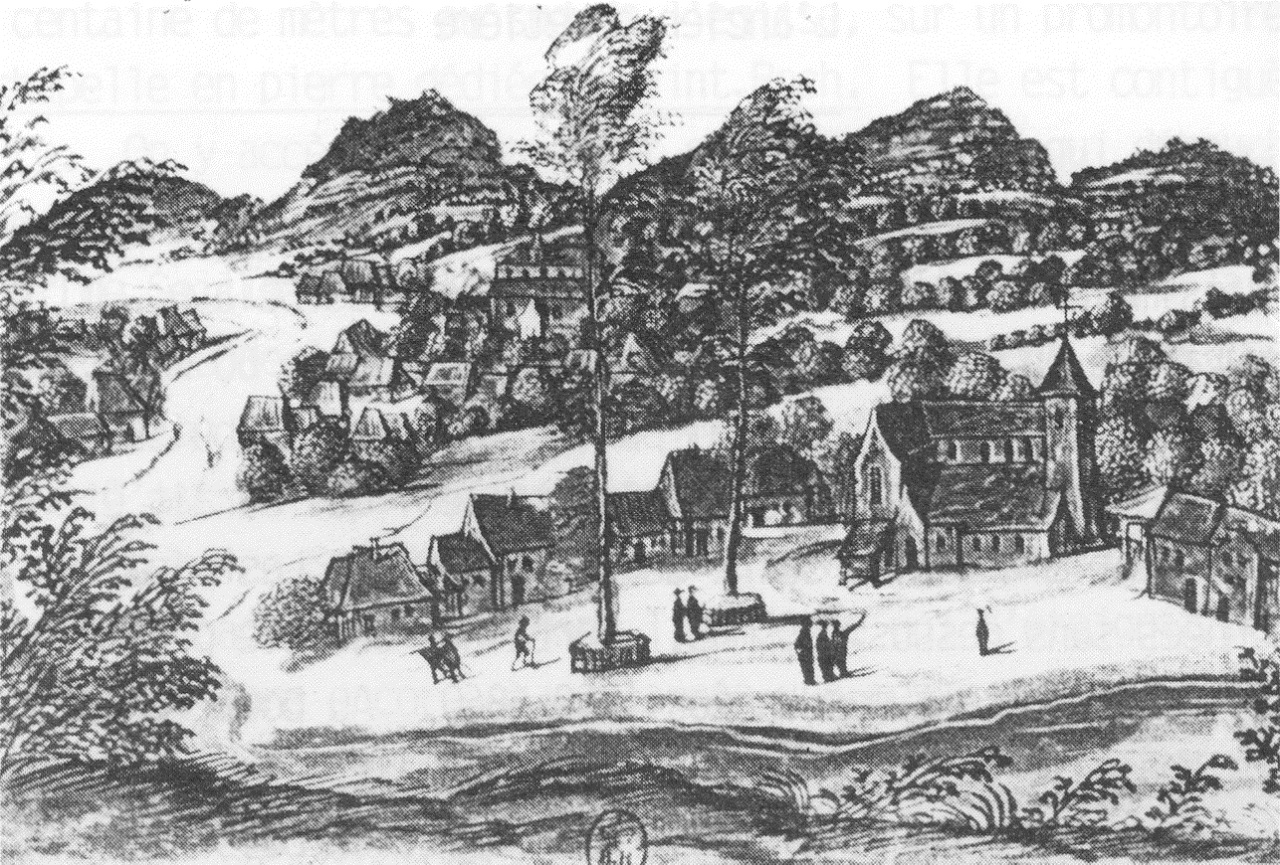
Vers 1605, l'église Saint-Maurice, la collégiale et l'hôpital.
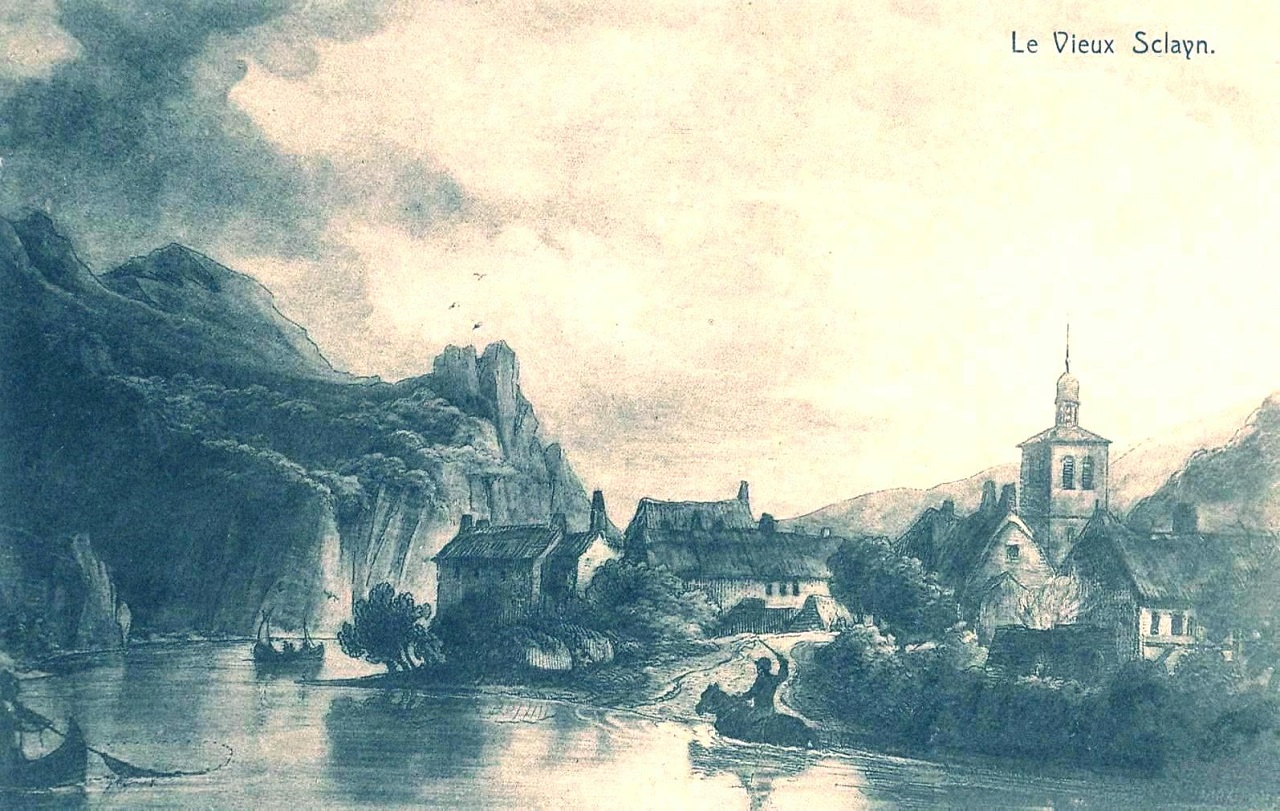
Gravure publiée à Londres en 1828.

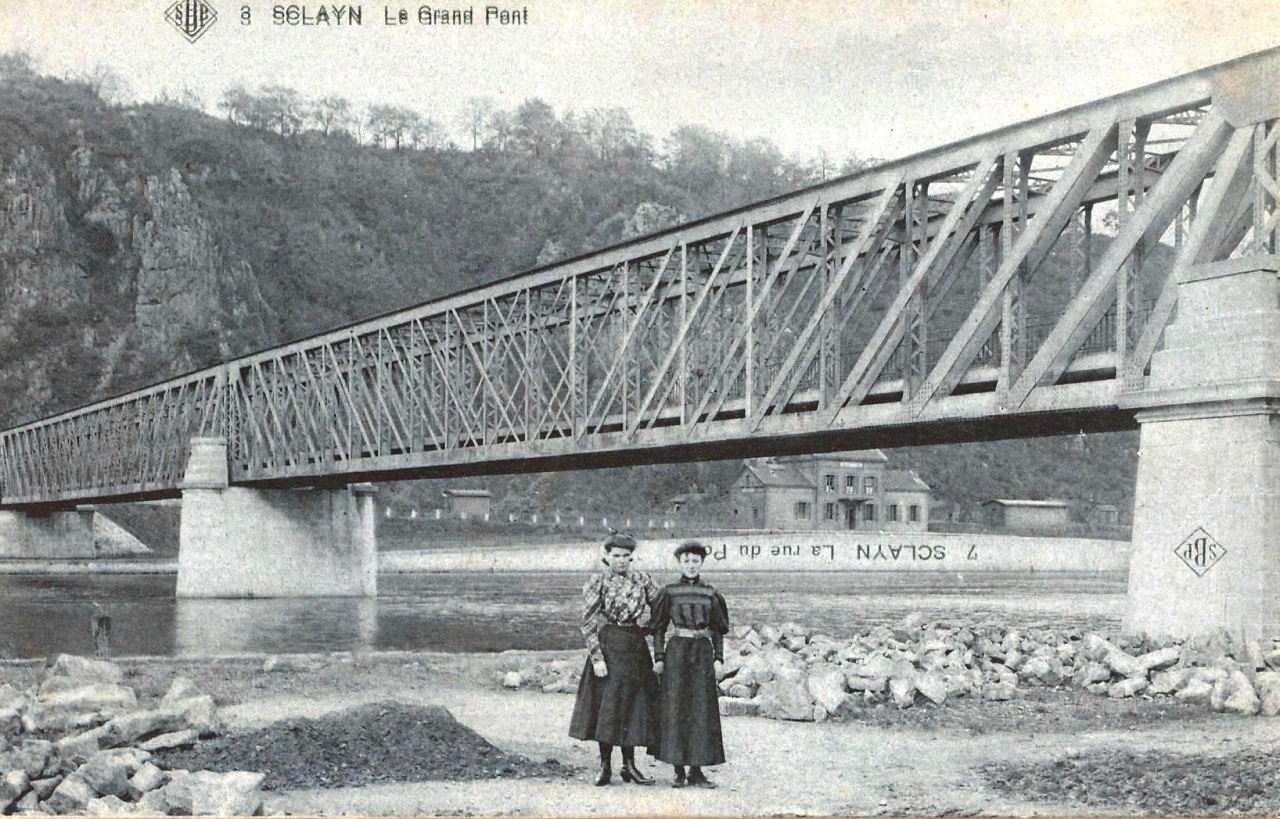
Le Grand pont (1889-1914).
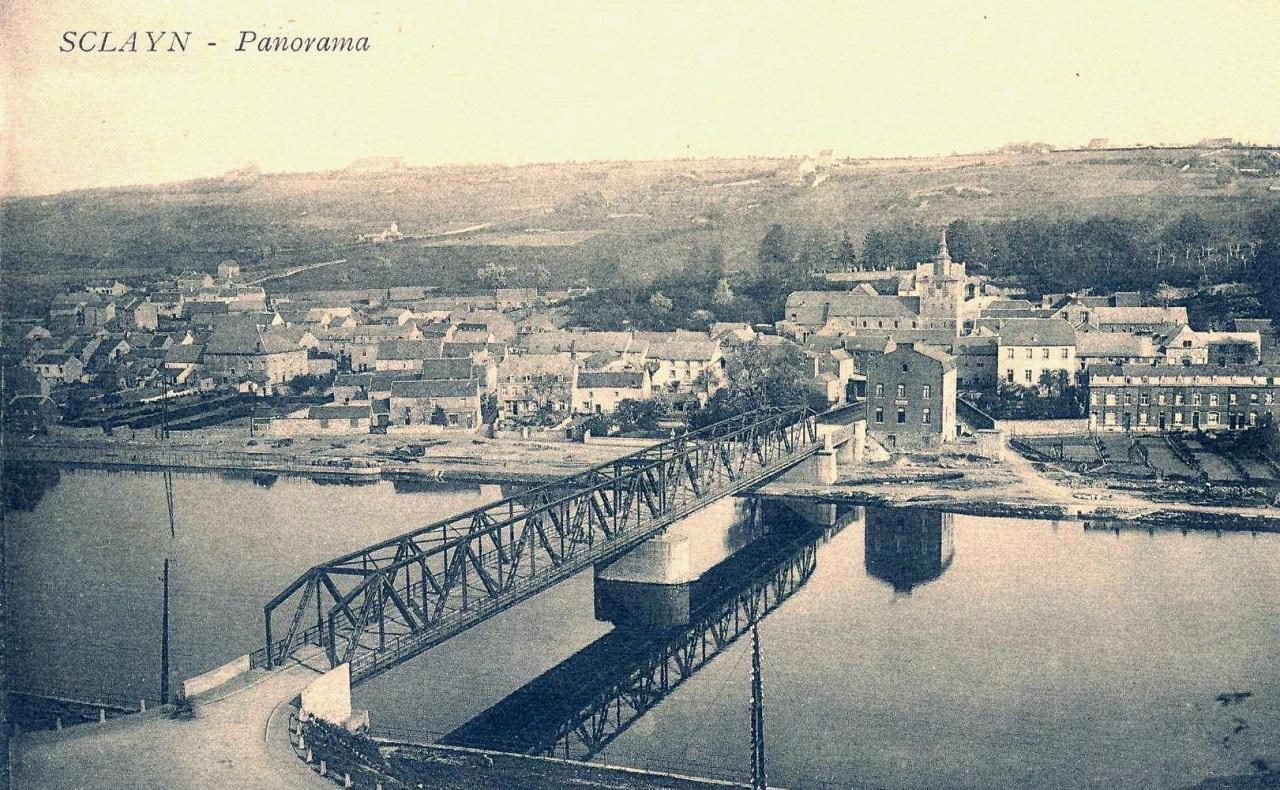
Le 2e pont reconstruit par les Allemands (1914-1940).
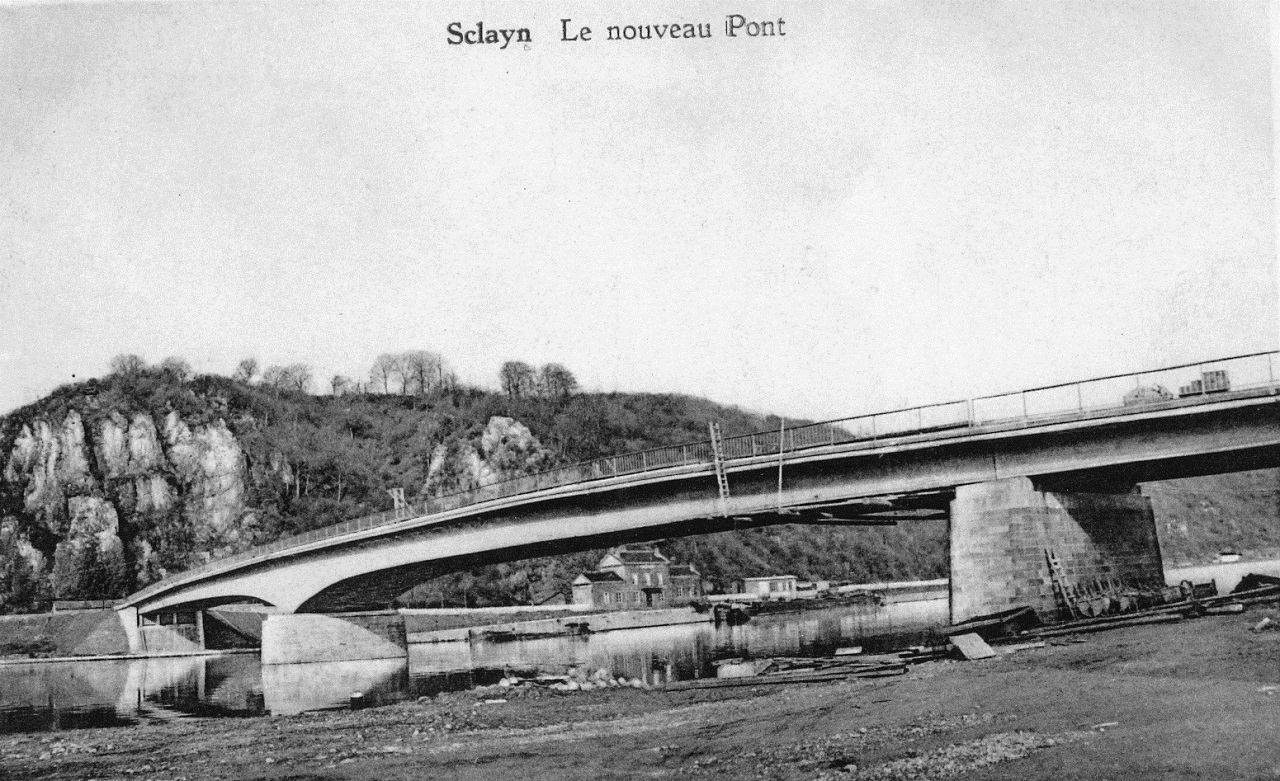
Le 3e pont reconstruit en 1949 en béton précontraint.

En 1903, le village de Bonneville fut administrativement séparé de Sclayn pour devenir une commune distincte. Le 1er janvier 1977, la fusion des communes regroupa Andenne, Bonneville, Coutisse, Landenne, Maizeret, Namêche, Seilles, Sclayn, Thon-Samson et Vezin, formant ainsi l’actuelle commune d’Andenne. Cette fusion visait à renforcer l’administration locale et à optimiser la gestion des ressources communes.

## Patrimoine et culture

### Patrimoine architectural et naturel
- L'église Saint-Maurice, église romane du XIe siècle primitivement dédiée à Notre-Dame et Saint-Félix, collégiale construite par le chapitre des chanoines séculiers vers 1072 par l'abbaye carolingienne de Cornelimunster, dont la conservation s'explique par la modestie au cours des siècles. Erigée en paroisse en 1808 en remplacement de l'église dédiée à Saint-Maurice, construite au sud de la colline[2].
- La grotte Scladina, où furent découverts des vestiges humains de l'époque préhistorique.
- Le RaVeL 1, qui passe par Sclayn, suivant le bord de Meuse (rive droite).
- Un pont routier reliant Sclayn à Sclaigneaux, sur l'autre rive de la Meuse (route de Vezin).
- La gare de Sclaigneaux, sur la ligne ferroviaire reliant Namur à Liège, dessert Sclayn.
- Le château de Chérimont.